# Marš na Drinu
Marš na Drinu

Marš na Drinu (izvorno: Na Drinu), je srbijanski domoljubni marš. Napisao ga je za vrijeme Prvoga svjetskog rata skladatelj i dirigent Stanislav Binički, u čast pobjedi srpske protiv austrougarske vojske u Cerskoj bitci, u Prvom svjetskom ratu, vođenoj od 16. do 19. kolovoza 1914. godine. Stanislav Binički bio je sudionikom te bitke kao vojni kapelnik.
Pjesma je 50 godina bila bez riječi, a 1964. godine stihove je napisao srbijanski književnik Miloje Popović.
Pjesma "Marš na Drinu" dobila je najviše glasova za srbijansku himnu na referendumu o državnim simbolima Republike Srbije 1992. godine, ali je referendum poništen zbog nedovoljnog odaziva glasača, tako da je pjesma ostala neslužbena himna Republike Srbije sve do 2004. godine i proglašenja pjesme "Bože pravde" himnom Repubilke Srbije.
Unatoč činjenici da se radi o pjesmi koja veliča srbijansku vojničku hrabrost u Prvom svjetskom ratu, zbog korištenja u vrijeme ratova vođenih tijekom raspada Jugoslavije, prilikom provođenja velikosrpske agresije, ovaj je marš, u državama koje su bile žrtve te agresije, poprimio ultranacionalističke konotacije.

## Marš na Drinu
U boj krenite junaci svi
Kren'te i ne žal'te život svoj
Cer nek vidi stroj, Cer nek čuje boj
A reka Drina, slavu, hrabrost
I junačku ruku srpskog sina.
Poj, poj, Drino vodo hladna ti
Pamti, pričaj kad su padali
Pamti hrabri stroj koji je
Pun ognja, sile, snage, proterao
Tuđina sa reke naše drage.
Poj, poj, Drino, pričaj rodu mi
Kako smo se hrabro borili
Pevao je stroj, vojev'o se boj
Kraj hladne vode
Krv je tekla
Krv se lila
Drinom zbog slobode.

## Incident u sjedištu UN-a 2013.
Predsjedavajući Opće skupštine UN-a Vuk Jeremić organizirao je u New Yorku proslavu pravoslavne Nove godine i predstavljanje Srbije u siječnju 2013. Na proslavi je pjevao beogradski zbor Viva Vox i uz uspješnice zabavne i rock glazbe otpjevao je i 'Marš na Drinu" i "Tamo daleko".
Predstavnici Bosne i Hercegovine u Ujedinjenim narodima poslali su 15. siječnja 2013. prosvjedno pismo glavnom tajniku Ujedinjenih naroda Ban Ki-munu, u kojem su između ostalog naveli da su "razočarani i vrlo uvrijeđeni zbog izvođenja Marša na Drinu, srpske ozloglašene i napadačke nacionalističke pjesme".
U pismu se navodi da u ime 350.000 američkih Bošnjaka i 50.000 kanadskih Bošnjaka izražava razočaranje zbog Ban Ki-munove dozvole koncerta u UN-u koji je organizirao Vuk Jeremić. Navodi se da je koncert bio skandalozno uvredljiv za žrtve genocida u Bosni i Hercegovini jer je zbor otpjevao ozloglašenu i napadačku srpsku nacionalističku pjesmu "Marš na Drinu". U pismu se dalje navodi da je genocid do kojeg je došlo u Srebrenici i Žepi i drugim dijelovima Bosne i Hercegovine proveo srpski agresor pjevajući tu pjesmu dok su silovali, ubijali i etnički čistili nesrpsko stanovništvo. Ta je posebno fašistička pjesma korištena za inspiraciju širenja mržnje svega nesrpskog i korištena je također kao instrument poticanja inspiracije srpskih nacionalista na ubijanje tisuća nesrpskih civila. U pismu se ističe žalost da je ista pjesma odjeknula te noći u UN-u uz svesrdnu podršku UN-a. Zbog sramotne uloge Ujedinjenih naroda u genocidu koji su počinile srpske snage u gradovima diljem Bosne i Hercegovine, užasno je vidjeti kako su prostorije Ujedinjenih naroda iskorištene za izvođenje ove ratnohuškačke pjesme, uz koju su počinjeni ratni zločini i genocid u Bosni i Hercegovini.
Odmah sutradan uslijedila je javna isprika glavnog tajnika Ujedinjenih naroda Ban Ki-muna, kojom je izrazio "iskreno žaljenje što su ljudi uvrijeđeni pjesmom" i "nije bio svjestan na koji se način pjesma koristila u prošlosti".
Kao odgovor na to, kabinet Vuka Jeremića izjavio je da je interpretacija izvedbe "Marša na Drinu" pogrešna: "Marš na Drinu je pesma koja zauzima centralno mesto u našem sećanju na odbranu slobode od agresora u Prvom svetskom ratu, tokom kojeg je Srbija izgubila oko jedne trećine muške populacije u mnogim bitkama na strani saveznika. Mi smo veoma ponosni na to i hteli smo to da podelimo sa svetom, uz jasnu poruku pomirenja za sadašnje i buduće generacije".
Nije se osvrtalo na činjenicu kako se uz tu pjesmu provodio najveći genocid u Europi nakon Drugoga svjetskoga rata, počinjen u ime velikosrpske ideologije nad golorukim bošnjačkim narodom i drugim nesrpskim narodima u BiH, a naročito u istočnoj Bosni i Podrinju (vidi genocid u Srebrenici).
Javnost u Srbiji je podijeljena u pogledu pitanja je li trebalo izvoditi Marš na proslavi u UN ili ne, ponajviše navodeći da je time Vuk Jeremić skupljao osobne bodove za sebe, a negativne za Srbiju.

## Popularna izvođenja
Marš na Drinu interpretirao je veliki broj izvođača iz Srbije, ali i diljem svijeta.
- Jorgen Ingmann - "Marchen Til Drina" as Metronome 45 single, Denmark, 1963.
- The Shadows - "March to Drina" on the album Shadow Music (1966).
- Patti Page - "Drina (Little Soldier Boy)" released as a Columbia 45, EP, US, 1964.
- Chet Atkins - "Drina" on the album From Nashville With Love, 1966.
- James Last - on LP Trumpet A Go Go, Vol. 3, 1968.
- The Nashville String Band - "Drina" on the eponymous album, 1969.
- Frankie Yankovic - "Drina (Little Soldier Boy)" on the LP Saturday Night Polka Party, 1967.[14]
- Radomir Mihailović Točak - "Marš..." on the EP "Marš..." / "...na Drinu" (PGP RTB 1984).
- Laibach - "Mars on River Drina" on the album NATO (1994).
- The Jokers - "Drina" as a Discostar and Brunswick 45 single, Belgium, 1963.[15]
- The Spotnicks - "Drina" as a 45 single on Swedisc and W & G, Sweden, 1964.
- Leon Young String Chorale- "Drina" as a 45 single, UK, Columbia, 7236, 1964[16]
- Will Glahé's Bohème Ballhouse Band - "Drina Marsch" on Decca LP, 1964.
- Bert Landers & Konrad Grewe - "Drina Marsch" from the album Schlager-Cocktail: Die 16 Spitzenschlager.
- Horst Wende und sein Orchester – "Drina Marsch", Polydor 52 172, 7" 45 single, Germany, 1963.
- Kirmesmusikanten - "Drina Marsch", 7" 45 single, RCA, Germany, 1975.
- Gunter Noris und die Big Band der Bundeswehr - WM-Parade, Germany, 1974.
- Arne Domnerus Sekstett - on the LP Ja, Vi Älskar, Zarepta ZA 36010, Norway, 1978.
- Cherry Wainer - on the LP Musik Im Blut, Discoton 75289, Germany.
- Kurt Henkels und sein Tanzorchester.
- Bauernkapelle Mindersdorf - on the album In der Musikscheune, Tyrolis, Germany, 2008.
- Captain Harp - on the LP Harmonica Highlights, ZYX Music, 2010.
- Henry Arland and Hans Bertram - "Drina Marsch (Mars na Drini)", or "Drina (In den Bergen singt der Wind)", on the LP Clarinet Fascination, Polydor, 1972.
- Bob Kaper's The Beale Street Jazz Band - "Drina-March" b/w "Dominique", 45 picture sleeve single, RCA 47-9509, Dutch Amsterdam pressing.